# Serguéi Postrejin
Serguéi Postrejin (Jersón, URSS, 1 de noviembre de 1957) es un deportista soviético que compitió en piragüismo en la modalidad de aguas tranquilas. 
Participó en los Juegos Olímpicos de Moscú 1980, obteniendo una medalla de oro en la prueba de C1 500 m, y una medalla de plata en prueba de C1 1000 m. Ganó tres medallas en el Campeonato Mundial de Piragüismo entre los años 1978 y 1982.

## Palmarés internacional
| Juegos Olímpicos   | Juegos Olímpicos      | Juegos Olímpicos  | Juegos Olímpicos |
| Año                | Lugar                 | Medalla           | Evento           |
| ------------------ | --------------------- | ----------------- | ---------------- |
| 1980               | Moscú (URSS)          | Medalla de oro    | C1 500 m         |
| 1980               | Moscú (URSS)          | Medalla de plata  | C1 1000 m        |
| Campeonato Mundial |                       |                   |                  |
| Año                | Lugar                 | Medalla           | Evento           |
| 1978               | Belgrado (Yugoslavia) | Medalla de bronce | C2 1000 m        |
| 1979               | Duisburgo (RFA)       | Medalla de oro    | C1 500 m         |
| 1982               | Belgrado (Yugoslavia) | Medalla de bronce | C1 500 m         |